# Професионален съюз
Професионалният съюз (съкратено профсъюз или професионални (работнически) синдикати) е доброволно обединение на хора, свързани с общи интереси в дадена професионална сфера – обслужване, производство, образование, култура.
Обединението се създава преди всичко с цел защита на правата на работниците и служителите, като представлява техните интереси пред работодатели и правителство.
Тези съюзи възникват през XIX век. Тяхна родина е Англия. Оттам те получават широко международно разпространение. В началото на XX век започват да се създават международни обединения на профсъюзите.